# 1 000 kilomètres de Spa 2007
Navigation
Édition précédente Édition suivante
Les 1 000 kilomètres de Spa 2007 sont la 27e édition de l'épreuve et se déroulent le 19 août 2007. La victoire est remportée par la Peugeot n°8 pilotée par Stéphane Sarrazin et Pedro Lamy.

## Circuit

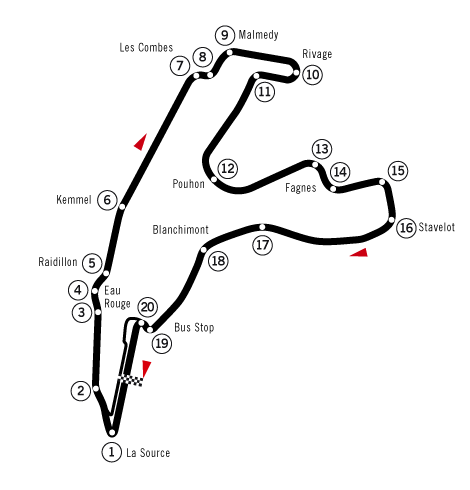
Le Circuit de Spa-Francorchamps, cadre des 1000 kilomètres de Spa 2007.

Les 1 000 kilomètres de Spa 2007 se déroulent sur le Circuit de Spa-Francorchamps en Belgique, surnommé Le toboggan des Ardennes, en raison de son important dénivelé et de la présence de nombreuses courbes rapides. Certains de ses virages sont célèbres, comme l'Eau Rouge, Pouhon ou encore Blanchimont. Il est également caractérisé par de longues pleines charges, dues au fait que le tracé mesure plus de 7 km. Ce circuit est célèbre car il accueille la Formule 1 et qu'il est très ancré dans la compétition automobile.

## Résultats
Voici le classement officiel au terme de la course.
- Les vainqueurs de chaque catégorie sont signalés par un fond jauni.
- Pour la colonne Pneus, il faut passer le curseur au-dessus du modèle pour connaître le manufacturier de pneumatiques.

| Pos    | Cat  | n° | Équipe                          | Pilotes                                                          | Châssis                             | Pneus | Tours |
| Pos    | Cat  | n° | Équipe                          | Pilotes                                                          | Moteur                              | Pneus | Tours |
| ------ | ---- | -- | ------------------------------- | ---------------------------------------------------------------- | ----------------------------------- | ----- | ----- |
| 1      | LMP1 | 8  | Team Peugeot Total              | Stéphane Sarrazin Pedro Lamy                                     | Peugeot 908 HDi FAP                 | M     | 143   |
| 1      | LMP1 | 8  | Team Peugeot Total              | Stéphane Sarrazin Pedro Lamy                                     | Peugeot HDi 5.5L Turbo V12 (Diesel) | M     | 143   |
| 2      | LMP1 | 16 | Pescarolo Sport                 | Emmanuel Collard Jean-Christophe Boullion                        | Pescarolo 01                        | M     | 141   |
| 2      | LMP1 | 16 | Pescarolo Sport                 | Emmanuel Collard Jean-Christophe Boullion                        | Judd GV5.5 S2 5.5L V10              | M     | 141   |
| 3      | LMP2 | 25 | Ray Mallock Ltd.                | Mike Newton Thomas Erdos                                         | MG-Lola EX264                       | M     | 140   |
| 3      | LMP2 | 25 | Ray Mallock Ltd.                | Mike Newton Thomas Erdos                                         | AER P07 2.0L Turbo I4               | M     | 140   |
| 4      | LMP1 | 17 | Pescarolo Sport                 | Harold Primat Christophe Tinseau                                 | Pescarolo 01                        | M     | 138   |
| 4      | LMP1 | 17 | Pescarolo Sport                 | Harold Primat Christophe Tinseau                                 | Judd GV5.5 S2 5.5L V10              | M     | 138   |
| 5      | LMP2 | 40 | Quifel ASM Team                 | Miguel Amaral Miguel Ángel de Castro Angel Burgueño (en)         | Lola B05/40                         | D     | 137   |
| 5      | LMP2 | 40 | Quifel ASM Team                 | Miguel Amaral Miguel Ángel de Castro Angel Burgueño (en)         | AER P07 2.0L Turbo I4               | D     | 137   |
| 6      | GT1  | 55 | Team Oreca                      | Stéphane Ortelli Soheil Ayari                                    | Saleen S7-R                         | M     | 137   |
| 6      | GT1  | 55 | Team Oreca                      | Stéphane Ortelli Soheil Ayari                                    | Ford 7.0L V8                        | M     | 137   |
| 7      | LMP2 | 27 | Horag Racing                    | Fredy Lienhard Didier Theys Eric van de Poele                    | Lola B05/40                         | M     | 136   |
| 7      | LMP2 | 27 | Horag Racing                    | Fredy Lienhard Didier Theys Eric van de Poele                    | Judd XV675 3.4L V8                  | M     | 136   |
| 8      | GT1  | 50 | Aston Martin Racing Larbre      | Christophe Bouchut Fabrizio Gollin Gabriele Gardel               | Aston Martin DBR9                   | M     | 136   |
| 8      | GT1  | 50 | Aston Martin Racing Larbre      | Christophe Bouchut Fabrizio Gollin Gabriele Gardel               | Aston Martin 6.0L V12               | M     | 136   |
| 9      | GT1  | 72 | Luc Alphand Aventures           | Luc Alphand Jérôme Policand Patrice Goueslard                    | Chevrolet Corvette C6.R             | M     | 134   |
| 9      | GT1  | 72 | Luc Alphand Aventures           | Luc Alphand Jérôme Policand Patrice Goueslard                    | Chevrolet LS7.R 7.0L V8             | M     | 134   |
| 10     | GT1  | 59 | Team Modena                     | Antonio García Christian Fittipaldi                              | Aston Martin DBR9                   | M     | 134   |
| 10     | GT1  | 59 | Team Modena                     | Antonio García Christian Fittipaldi                              | Aston Martin 6.0L V12               | M     | 134   |
| 11     | LMP2 | 35 | Saulnier Racing                 | Jacques Nicolet Alain Filhol Bruce Jouanny                       | Courage LC75                        | M     | 133   |
| 11     | LMP2 | 35 | Saulnier Racing                 | Jacques Nicolet Alain Filhol Bruce Jouanny                       | AER P07 2.0L Turbo I4               | M     | 133   |
| 12     | LMP1 | 18 | Rollcentre Racing               | Stuart Hall João Barbosa Martin Short                            | Pescarolo 01                        | D     | 133   |
| 12     | LMP1 | 18 | Rollcentre Racing               | Stuart Hall João Barbosa Martin Short                            | Judd GV5.5 S2 5.5L V10              | D     | 133   |
| 13     | GT1  | 65 | Jetalliance Racing              | Karl Wendlinger Lukas Lichtner-Hoyer Thomas Gruber               | Aston Martin DBR9                   | M     | 132   |
| 13     | GT1  | 65 | Jetalliance Racing              | Karl Wendlinger Lukas Lichtner-Hoyer Thomas Gruber               | Aston Martin 6.0L V12               | M     | 132   |
| 14     | LMP2 | 31 | Binnie Motorsports              | William Binnie Allen Timpany Chris Buncombe                      | Lola B05/42                         | M     | 132   |
| 14     | LMP2 | 31 | Binnie Motorsports              | William Binnie Allen Timpany Chris Buncombe                      | Zytek ZG348 3.4L V8                 | M     | 132   |
| 15     | LMP1 | 19 | Chamberlain Synergy Motorsport  | Gareth Evans Bob Berridge Peter Owen                             | Lola B06/10                         | M     | 132   |
| 15     | LMP1 | 19 | Chamberlain Synergy Motorsport  | Gareth Evans Bob Berridge Peter Owen                             | AER P32T 4.0L Turbo V8              | M     | 132   |
| 16     | LMP1 | 9  | Creation Autosportif            | Jamie Campbell-Walter Shinji Nakano Felipe Ortiz (de)            | Creation CA07                       | D     | 130   |
| 16     | LMP1 | 9  | Creation Autosportif            | Jamie Campbell-Walter Shinji Nakano Felipe Ortiz (de)            | Judd GV5.5 S2 5.5L V10              | D     | 130   |
| 17     | GT2  | 77 | Team Felbermayr-Proton          | Marc Lieb Xavier Pompidou                                        | Porsche 911 GT3 RSR (997)           | P     | 130   |
| 17     | GT2  | 77 | Team Felbermayr-Proton          | Marc Lieb Xavier Pompidou                                        | Porsche 3.8L Flat-6                 | P     | 130   |
| 18     | GT2  | 96 | Virgo Motorsport                | Robert Bell Allan Simonsen                                       | Ferrari F430 GTC                    | D     | 129   |
| 18     | GT2  | 96 | Virgo Motorsport                | Robert Bell Allan Simonsen                                       | Ferrari 4.0L V8                     | D     | 129   |
| 19     | GT2  | 97 | GPC Sport                       | Sergio Hernández Alessandro Bonetti (en) Fabrizio De Simone (it) | Ferrari F430 GTC                    | P     | 128   |
| 19     | GT2  | 97 | GPC Sport                       | Sergio Hernández Alessandro Bonetti (en) Fabrizio De Simone (it) | Ferrari 4.0L V8                     | P     | 128   |
| 20     | GT2  | 90 | Farnbacher Racing               | Pierre Ehret Dirk Werner Lars Erik Nielsen                       | Porsche 911 GT3 RSR (997)           | P     | 128   |
| 20     | GT2  | 90 | Farnbacher Racing               | Pierre Ehret Dirk Werner Lars Erik Nielsen                       | Porsche 3.8L Flat-6                 | P     | 128   |
| 21     | GT1  | 51 | Aston Martin Racing Larbre      | Gregory Franchi Steve Zacchia Gregor Fisken                      | Aston Martin DBR9                   | M     | 126   |
| 21     | GT1  | 51 | Aston Martin Racing Larbre      | Gregory Franchi Steve Zacchia Gregor Fisken                      | Aston Martin 6.0L V12               | M     | 126   |
| 22     | GT2  | 78 | Scuderia Villorba Corse         | Alex Caffi Denny Zardo                                           | Ferrari F430 GTC                    | P     | 126   |
| 22     | GT2  | 78 | Scuderia Villorba Corse         | Alex Caffi Denny Zardo                                           | Ferrari 4.0L V8                     | P     | 126   |
| 23     | GT2  | 98 | Ice Pol Racing Team             | Yves Lambert Christian Lefort Stéphane Lémeret                   | Ferrari F430 GTC                    | P     | 126   |
| 23     | GT2  | 98 | Ice Pol Racing Team             | Yves Lambert Christian Lefort Stéphane Lémeret                   | Ferrari 4.0L V8                     | P     | 126   |
| 24     | GT2  | 88 | Team Felbermayr-Proton          | Christian Ried Horst Felbermayr, Jr. Marc Basseng                | Porsche 911 GT3 RSR (997)           | P     | 126   |
| 24     | GT2  | 88 | Team Felbermayr-Proton          | Christian Ried Horst Felbermayr, Jr. Marc Basseng                | Porsche 3.8L Flat-6                 | P     | 126   |
| 25     | LMP1 | 15 | Charouz Racing System           | Jan Charouz Stefan Mücke                                         | Lola B07/17                         | M     | 125   |
| 25     | LMP1 | 15 | Charouz Racing System           | Jan Charouz Stefan Mücke                                         | Judd GV5.5 S2 5.5L V10              | M     | 125   |
| 26     | GT2  | 94 | Speedy Racing Team              | Andrea Chiesa Jonny Kane Andrea Belicchi                         | Spyker C8 Spyder GT2-R              | D     | 124   |
| 26     | GT2  | 94 | Speedy Racing Team              | Andrea Chiesa Jonny Kane Andrea Belicchi                         | Audi 3.8L V8                        | D     | 124   |
| 27     | GT2  | 80 | Prospeed Competition            | Rudi Penders Franz Lamot Bart Couwberghs                         | Porsche 911 GT3 RSR (997)           | M     | 123   |
| 27     | GT2  | 80 | Prospeed Competition            | Rudi Penders Franz Lamot Bart Couwberghs                         | Porsche 3.8L Flat-6                 | M     | 123   |
| 28     | GT2  | 99 | JMB Racing                      | Paolo Maurizio Basso Bo McCormick Peter Kutemann (de)            | Ferrari F430 GTC                    | D     | 122   |
| 28     | GT2  | 99 | JMB Racing                      | Paolo Maurizio Basso Bo McCormick Peter Kutemann (de)            | Ferrari 4.0L V8                     | D     | 122   |
| 29     | GT2  | 95 | James Watt Automotive           | Paul Daniels Dave Cox Joël Camathias                             | Porsche 911 GT3 RSR (997)           | D     | 120   |
| 29     | GT2  | 95 | James Watt Automotive           | Paul Daniels Dave Cox Joël Camathias                             | Porsche 3.8L Flat-6                 | D     | 120   |
| 30     | GT2  | 79 | Team Felbermayr Proton          | Horst Felbermayr, Sr. Gerold Ried Philip Collin                  | Porsche 911 GT3 RSR (997)           | P     | 112   |
| 30     | GT2  | 79 | Team Felbermayr Proton          | Horst Felbermayr, Sr. Gerold Ried Philip Collin                  | Porsche 3.6L Flat-6                 | P     | 112   |
| 31     | LMP2 | 45 | Embassy Racing (en)             | Warren Hughes Darren Manning                                     | Radical SR9                         | D     | 110   |
| 31     | LMP2 | 45 | Embassy Racing (en)             | Warren Hughes Darren Manning                                     | Judd XV675 3.4L V8                  | D     | 110   |
| 32 Nc  | LMP2 | 26 | Ranieri Randaccio               | Ranieri Randaccio Gianni Collini                                 | Lucchini LMP2/04                    | D     | 97    |
| 32 Nc  | LMP2 | 26 | Ranieri Randaccio               | Ranieri Randaccio Gianni Collini                                 | Nicholson-McLaren 3.3L V8           | D     | 97    |
| 33 Abd | LMP2 | 32 | Barazi-Epsilon                  | Juan Barazi Michael Vergers Karim Ojjeh                          | Zytek 07S/2                         | M     | 125   |
| 33 Abd | LMP2 | 32 | Barazi-Epsilon                  | Juan Barazi Michael Vergers Karim Ojjeh                          | Zytek ZG348 3.4L V8                 | M     | 125   |
| 34 Abd | GT2  | 83 | GPC Sport                       | Luca Drudi Gabrio Rosa Johnny Mowlem                             | Ferrari F430 GTC                    | P     | 113   |
| 34 Abd | GT2  | 83 | GPC Sport                       | Luca Drudi Gabrio Rosa Johnny Mowlem                             | Ferrari 4.0L V8                     | P     | 113   |
| 35 Abd | GT2  | 85 | Spyker Squadron                 | Jaroslav Janiš Peter Kox                                         | Spyker C8 Spyder GT2-R              | D     | 108   |
| 35 Abd | GT2  | 85 | Spyker Squadron                 | Jaroslav Janiš Peter Kox                                         | Audi 3.8L V8                        | D     | 108   |
| 36 Abd | GT2  | 76 | IMSA Performance                | Raymond Narac Richard Lietz                                      | Porsche 911 GT3 RSR (997)           | M     | 83    |
| 36 Abd | GT2  | 76 | IMSA Performance                | Raymond Narac Richard Lietz                                      | Porsche 3.8L Flat-6                 | M     | 83    |
| 37 Abd | LMP2 | 21 | Team Bruichladdich Radical      | Tim Greaves Stuart Moseley                                       | Radical SR9                         | D     | 81    |
| 37 Abd | LMP2 | 21 | Team Bruichladdich Radical      | Tim Greaves Stuart Moseley                                       | AER P07 2.0L Turbo I4               | D     | 81    |
| 38 Abd | GT2  | 84 | Chad Peninsula Panoz            | John Harsthorne Sean McInerney Michael McInerney                 | Panoz Esperante GTLM                | P     | 66    |
| 38 Abd | GT2  | 84 | Chad Peninsula Panoz            | John Harsthorne Sean McInerney Michael McInerney                 | Ford (Élan) 5.0L V8                 | P     | 66    |
| 39 Abd | GT2  | 82 | Team LNT                        | Richard Dean (en) Lawrence Tomlinson                             | Panoz Esperante GTLM                | P     | 58    |
| 39 Abd | GT2  | 82 | Team LNT                        | Richard Dean (en) Lawrence Tomlinson                             | Ford (Élan) 5.0L V8                 | P     | 58    |
| 40 Abd | GT2  | 81 | Team LNT                        | Tom Kimber-Smith Danny Watts                                     | Panoz Esperante GTLM                | P     | 58    |
| 40 Abd | GT2  | 81 | Team LNT                        | Tom Kimber-Smith Danny Watts                                     | Ford (Élan) 5.0L V8                 | P     | 58    |
| 41 Abd | GT1  | 73 | Luc Alphand Aventures           | Jean-Luc Blanchemain Sébastien Dumez Vincent Vosse               | Chevrolet Corvette C5-R             | M     | 53    |
| 41 Abd | GT1  | 73 | Luc Alphand Aventures           | Jean-Luc Blanchemain Sébastien Dumez Vincent Vosse               | Chevrolet LS7.R 7.0L V8             | M     | 53    |
| 42 Abd | LMP1 | 3  | Scuderia Lavaggi                | Giovanni Lavaggi Wolfgang Kaufmann                               | Lavaggi LS1                         | D     | 49    |
| 42 Abd | LMP1 | 3  | Scuderia Lavaggi                | Giovanni Lavaggi Wolfgang Kaufmann                               | Ford (PME) 6.0L V8                  | D     | 49    |
| 43 Abd | LMP2 | 44 | Kruse Motorsport                | Jean de Pourtales (en) Norbert Siedler (en)                      | Pescarolo 01                        | K     | 46    |
| 43 Abd | LMP2 | 44 | Kruse Motorsport                | Jean de Pourtales (en) Norbert Siedler (en)                      | Judd XV675 3.4L V8                  | K     | 46    |
| 44 Abd | LMP2 | 20 | Pierre Bruneau                  | Pierre Bruneau Marc Rostan Simon Pullan                          | Pilbeam MP93                        | M     | 37    |
| 44 Abd | LMP2 | 20 | Pierre Bruneau                  | Pierre Bruneau Marc Rostan Simon Pullan                          | Judd XV675 3.4L V8                  | M     | 37    |
| 45 Abd | LMP1 | 10 | Arena Motorsports International | Hayanari Shimoda Stefan Johansson                                | Zytek 07S                           | M     | 33    |
| 45 Abd | LMP1 | 10 | Arena Motorsports International | Hayanari Shimoda Stefan Johansson                                | Zytek 2ZG408 4.0L V8                | M     | 33    |
| 46 Abd | LMP1 | 7  | Team Peugeot Total              | Nicolas Minassian Marc Gené                                      | Peugeot 908 HDi FAP                 | M     | 32    |
| 46 Abd | LMP1 | 7  | Team Peugeot Total              | Nicolas Minassian Marc Gené                                      | Peugeot HDi 5.5L Turbo V12 (Diesel) | M     | 32    |
| 47 Abd | GT1  | 61 | Racing Box                      | Piergiuseppe Perazzini Marco Cioci Kurt Mollekens                | Saleen S7-R                         | M     | 29    |
| 47 Abd | GT1  | 61 | Racing Box                      | Piergiuseppe Perazzini Marco Cioci Kurt Mollekens                | Ford 7.0L V8                        | M     | 29    |
| 48 Abd | GT2  | 89 | Team Markland Racing            | Kurt Thiim Thorkild Thyrring                                     | Chevrolet Corvette Z06              | D     | 25    |
| 48 Abd | GT2  | 89 | Team Markland Racing            | Kurt Thiim Thorkild Thyrring                                     | Chevrolet LS7 (en) 7.0L V8          | D     | 25    |
| 49 Abd | LMP1 | 13 | Courage Compétition             | Jean-Marc Gounon Guillaume Moreau Vitaly Petrov                  | Courage LC70                        | M     | 23    |
| 49 Abd | LMP1 | 13 | Courage Compétition             | Jean-Marc Gounon Guillaume Moreau Vitaly Petrov                  | AER P32T 3.6L Turbo V8              | M     | 23    |
| 50 Abd | LMP1 | 12 | Courage Compétition             | Alexander Frei Jonathan Cochet                                   | Courage LC70                        | M     | 15    |
| 50 Abd | LMP1 | 12 | Courage Compétition             | Alexander Frei Jonathan Cochet                                   | AER P32T 3.6L Turbo V8              | M     | 15    |